# Dimocarpus australianus
Dimocarpus australianus là một loài thực vật có hoa trong họ Bồ hòn. Loài này được Leenh. mô tả khoa học đầu tiên năm 1973.